# Johnny Hallyday
Johnny Hallyday (París, 15 de juny de 1943 - Marnes-la-Coquette, 5 de desembre de 2017) és el pseudònim de Jean-Philippe Léo Smet, un cantant de rock francès. Considerat com una icona en el món francòfon des dels inicis de la seva carrera, per alguns és nomenat l'equivalent francès d'Elvis Presley. Ha estat una de les estrelles de més renom de França; la seva carrera es va perllongar durant 57 anys mantenint-se la major part del temps al primer pla: va vendre 110 milions d'àlbums, sent premiat amb 5 discs de diamants, 40 discs d'or, 22 discs de platí i 10 victòries de música; va actuar davant 29 milions d'espectadors en no menys de 3.000 concerts a França i 253 a l'estranger, inclosos 30 al Canadà, 24 als Estats Units i desenes a Àfrica. En total, Johnny Hallyday va enregistrar 79 àlbums, 50 dels quals àlbums d'estudi i 165 senzills. Just abans de morir estava treballant en el seu 51 àlbum d'estudi.

## Biografia
Hallyday es va casar amb la també cantant Sylvie Vartan el 1965, amb qui va tenir un fill i es van divorciar el 1980, casant-se de nou amb Babeth Étienne durant dos mesos el 1982, va conviure quatre anys amb Nathalie Baye, amb qui va tenir una filla el 1983, de nou casat el 1990 amb Adeline Blondieau de qui es va divorciar el 1992, i el 1996 es va casar amb Laeticia Boudou, amb qui van adoptar dues nenes vietnamites.
Després de superar un càncer de colon, del que fou intervingut en 2009, va morir el 5 de desembre de 2017 a causa de complicacions per un càncer de pulmó.

## Vida artística
Especialitzat en la dècada de 1950 en adaptar al francès cançons de famosos artistes com Gene Vincent, Eddie Cochran i Elvis Presley, en la dècada de 1960 va començar a treure discos propis. En 2006 va realitzar dos duets amb la cantant italiana Laura Pausini en les cançons La loi du silence durant un concert d'ell i Comme Il Sole All'improvviso per la versió italiana del disc Io Canto d'ella. Ha col·laborat amb Loquillo en el seu àlbum Balmoral (2008), participant en el tema Cruzando el paraíso.
Va participar com a actor en diferents pel·lícules com Les Diaboliques de Henri-Georges Clouzot, Where Are You From Johnny?, Détective de Jean-Luc Godard o Consell de família de Costa-Gavras. També va actuar en la sèrie David Lansky a la segona cadena de televisió francesa, Antenne 2.
Robin Le Mesurier va ser el guitarrista habitual de Johnny Hallyday des de 1994.

## Discografia
Àlbums d'estudi i en directe
| Any  | Àlbum                                                       | Posicions de punta | Posicions de punta | Posicions de punta | Vendes                       | Certificacions                                  |
| Any  | Àlbum                                                       | FR                 | BEL (Wa)           | SWI                | Vendes                       | Certificacions                                  |
| ---- | ----------------------------------------------------------- | ------------------ | ------------------ | ------------------ | ---------------------------- | ----------------------------------------------- |
| 1961 | Nous les gars, nous les filles                              | 25                 |                    |                    |                              |                                                 |
| 1961 | Salut les copains                                           | 20                 |                    |                    |                              |                                                 |
| 1962 | Sings America's Rockin' Hits                                | 20                 |                    |                    |                              |                                                 |
| 1962 | Johnny à l'Olympia (Olympia 62)                             | –                  |                    |                    |                              |                                                 |
| 1963 | Les Bras en croix                                           | 45                 |                    |                    |                              |                                                 |
| 1964 | Johnny Hallyday Olympia 64                                  | 55                 |                    |                    |                              |                                                 |
| 1964 | Johnny, reviens ! Les Rocks les plus terribles (Olympia 62) | 31                 |                    |                    |                              |                                                 |
| 1966 | Hallelujah                                                  | 39                 |                    |                    |                              |                                                 |
| 1966 | Johnny chante Hallyday (Olympia 62)                         | –                  |                    |                    |                              |                                                 |
| 1966 | La Génération perdue                                        | 18                 | 19                 | 97                 |                              |                                                 |
| 1967 | Olympia 67                                                  | 15                 |                    |                    |                              |                                                 |
| 1967 | Johnny 67 (Olympia 62)                                      | 15                 |                    |                    |                              |                                                 |
| 1967 | Johnny au Palais des sports                                 | –                  |                    |                    |                              |                                                 |
| 1968 | Jeune homme                                                 | 1                  |                    |                    |                              |                                                 |
| 1968 | Rêve et amour                                               | 1                  |                    |                    |                              |                                                 |
| 1969 | Rivière... ouvre ton lit (aka Je suis né dans la rue)       | 1                  |                    |                    |                              |                                                 |
| 1969 | Que je t'aime - Palais des congres 69                       | 1                  |                    |                    | - FRA: 1,100,000             |                                                 |
| 1970 | Vie                                                         | 2                  |                    |                    |                              |                                                 |
| 1971 | Flagrant délit                                              | 1                  |                    |                    | - FRA: 200,000               |                                                 |
| 1971 | Live at the Palais des sports (Palais des Sports 1971)      | –                  |                    |                    | - FRA: 200,000               |                                                 |
| 1972 | Country, Folk, Rock                                         | 2                  |                    |                    | - FRA: 100,000               |                                                 |
| 1973 | Insolitudes                                                 | 1                  |                    |                    | - FRA: 200,000               | - SNEP: Gold                                    |
| 1974 | Je t'aime, je t'aime, je t'aime                             | 1                  |                    |                    | - FRA: 150,000               |                                                 |
| 1974 | Rock'n'Slow                                                 | 2                  |                    |                    | - FRA: 250,000               | - SNEP: Gold                                    |
| 1975 | Rock à Memphis                                              | 1                  |                    |                    | - FRA: 250,000               |                                                 |
| 1975 | La Terre promise                                            | 1                  |                    |                    | - FRA: 200,000               |                                                 |
| 1976 | Derrière l'amour                                            | 1                  |                    |                    | - FRA: 300,000               | - SNEP: Gold                                    |
| 1976 | Palais Des Sports 76 - Hallyday Story                       | –                  |                    |                    |                              | - SNEP: Platinum                                |
| 1976 | Johnny Hallyday Story - Palais des sports                   | –                  |                    |                    | - FRA: 300,000               |                                                 |
| 1976 | Hamlet                                                      | 5                  |                    |                    | - FRA: 200,000               | - SNEP: Gold                                    |
| 1976 | Succès 2 Disques - Les coups                                |                    |                    |                    | - FRA: 200,000               |                                                 |
| 1977 | C'est la vie                                                | 5                  |                    |                    | - FRA: 400,000               | - SNEP: Platinum                                |
| 1977 | Réimpression                                                |                    |                    |                    | - FRA: 100,000               |                                                 |
| 1978 | Solitudes à deux                                            | 1                  |                    |                    | - FRA: 300,000               | - SNEP: Platinum                                |
| 1979 | Hollywood                                                   | 2                  |                    |                    | - FRA: 300,000               | - SNEP: Gold                                    |
| 1979 | Pavillon de Paris: Porte de Pantin                          | 2                  |                    |                    | - FRA: 400,000               | - SNEP: Platinum                                |
| 1979 | Album d'Or - Retiens la nuit                                | 2                  |                    |                    | - FRA: 100,000               |                                                 |
| 1979 | Succès 2 Disques - Ceux que l'amour a blessés               | 2                  |                    |                    | - FRA: 100,000               |                                                 |
| 1980 | À partir de maintenant                                      | 7                  |                    |                    | - FRA: 250,000               | - SNEP: Gold                                    |
| 1981 | En pièces détachées                                         | 2                  |                    |                    |                              | - SNEP: Gold                                    |
| 1981 | Live                                                        | 2                  |                    |                    |                              |                                                 |
| 1981 | Pas facile                                                  | 2                  |                    |                    |                              |                                                 |
| 1982 | Quelque part un aigle                                       | 3                  |                    |                    |                              | - SNEP: Gold                                    |
| 1982 | La Peur                                                     | 2                  |                    |                    |                              | - SNEP: Platinum                                |
| 1982 | Palais Des Sports 82                                        | 4                  |                    |                    |                              | - SNEP: Gold                                    |
| 1983 | Entre violence et violon                                    | 3                  |                    |                    |                              | - SNEP: Gold                                    |
| 1983 | En V.O.                                                     | –                  |                    |                    |                              |                                                 |
| 1984 | Hallyday 84: Nashville en Direct                            | 3                  |                    |                    |                              | - SNEP: Gold                                    |
| 1984 | Drôle de métier                                             | –                  |                    |                    |                              |                                                 |
| 1984 | Spécial Enfants du Rock                                     | –                  |                    |                    |                              |                                                 |
| 1984 | Johnny Hallyday au Zénith                                   | 2                  |                    |                    |                              |                                                 |
| 1985 | Rock'n'Roll Attitude                                        | 2                  |                    |                    | - FRA: 600,000               | - SNEP: Platinum                                |
| 1986 | Gang                                                        | 5                  |                    |                    |                              | - SNEP: 2× Platinum                             |
| 1988 | Johnny à Bercy                                              | 1                  |                    |                    |                              | - SNEP: Platinum                                |
| 1988 | Live at Montreux                                            | 1                  | 1                  | 4                  |                              |                                                 |
| 1989 | Cadillac                                                    | 1                  |                    |                    | - FRA: 600,000               | - SNEP: 2× Platinum                             |
| 1991 | Ça ne change pas un homme                                   | 3                  |                    |                    |                              |                                                 |
| 1993 | Bercy 92                                                    | 2                  |                    |                    | - FRA: 250,000               | - SNEP: 2× Gold                                 |
| 1993 | Parc des Princes 1993                                       | 1                  |                    | 97                 |                              | - SNEP: Platinum                                |
| 1994 | Rough Town                                                  | 1                  | 4                  | 5                  |                              | - SNEP: Gold                                    |
| 1994 | À La Cigale (live 1994)                                     | –                  |                    |                    |                              |                                                 |
| 1995 | Lorada                                                      | 2                  | 3                  | –                  |                              | - SNEP: 2× Platinum                             |
| 1996 | Lorada Tour                                                 | 1                  | 6                  | –                  |                              | - SNEP: Platinum                                |
| 1996 | Destination Vegas                                           | 4                  | 16                 | –                  |                              |                                                 |
| 1996 | Live at the Aladdin Theatre (Las Vegas 1996)                | –                  | –                  | –                  |                              |                                                 |
| 1998 | Ce que je sais                                              | 2                  | 2                  | 38                 |                              | - SNEP: 2× Platinum - SWI: Gold                 |
| 1998 | Stade de France 98 Johnny allume le feu                     | 2                  | 9                  | –                  |                              |                                                 |
| 1999 | Sang pour sang                                              | 1                  | 1                  | 47                 | - FRA: 1,850,000             | - SNEP: Diamond - SWI: Platinum                 |
| 2000 | 100 % Johnny : Live à la Tour Eiffel                        | 1                  | 1                  | 12                 | - FRA: 600,000               | - SNEP: Platinum                                |
| 2000 | Olympia 2000                                                | 8                  | 39                 | 82                 |                              | - SNEP: Gold                                    |
| 2002 | À la vie, à la mort !                                       | 1                  | 1                  | 2                  | - FRA: 1,050,000             | - SNEP: Diamond - BEL: Platinum - SWI: Platinum |
| 2003 | Parc des Princes 2003                                       | 1                  | 5                  | 40                 |                              | - SNEP: 2× Gold                                 |
| 2005 | Ma Vérité                                                   | 1                  | 1                  | 5                  | - FRA: 750,000 - WW: 800,000 | - SNEP: 2× Platinum - BEL: Gold - SWI: Gold     |
| 2006 | Flashback Tour: Palais des sports 2006                      | 1                  | 1                  | 9                  |                              | - SNEP: Platinum                                |
| 2007 | La Cigale : 12-17 décembre 2006                             | 1                  | 9                  | 29                 |                              |                                                 |
| 2007 | Le Cœur d'un homme                                          | 1                  | 1                  | 4                  | - FRA: 490,000               | - SNEP: 2× Platinum - BEL: Gold                 |
| 2008 | Ça ne finira jamais                                         | 1                  | 1                  | 4                  | - FRA: 430,000               | - SNEP: 2× Platinum - BEL: Gold                 |
| 2009 | Tour 66 : stade de France 2009                              | 1                  | 1                  | 25                 |                              | - SNEP: 3× Platinum                             |
| 2011 | Jamais seul                                                 | 1                  | 1                  | 3                  | - FRA: 200,000               | - SNEP: 3× Platinum - BEL: Gold                 |
| 2012 | L'attente                                                   | 1                  | 1                  | –                  | - FRA: 460,000               | - SNEP: Diamond - BEL: Gold                     |
| 2013 | On Stage                                                    | 3                  | 2                  | 25                 |                              | - SNEP: Platinum                                |
| 2013 | Born Rocker Tour                                            | 1                  |                    |                    |                              | - SNEP: Gold                                    |
| 2014 | Rester vivant                                               | 1                  | 1                  | 5                  | - FRA: 490,000               | - SNEP: Diamond - BEL: Gold - SWI: Gold         |
| 2015 | De l'amour                                                  | 1                  | 1                  | 4                  | - FRA: 390,000 - WW: 400,000 | - SNEP: 3× Platinum - BEL: Gold - SWI: Gold     |
| 2016 | Rester vivant tour                                          | 3                  | 3                  | 16                 |                              | - SNEP: Platinum                                |

### Àlbums pòstums
| Any  | Àlbum                                                                         | Posicions de punta | Posicions de punta | Posicions de punta | Posicions de punta | Vendes                           | Certificacions                     |
| Any  | Àlbum                                                                         | FR                 | BEL (Fl)           | BEL (Wa)           | SWI                | Vendes                           | Certificacions                     |
| ---- | ----------------------------------------------------------------------------- | ------------------ | ------------------ | ------------------ | ------------------ | -------------------------------- | ---------------------------------- |
| 2018 | Mon pays c'est l'amour                                                        | 1                  | 8                  | 1                  | 1                  | - WW: 1,700,000 - FRA: 1,500,000 | - SNEP: 3× Diamond - BEL: Platinum |
| 2019 | Que je t'aime                                                                 | —                  | —                  | 37                 | —                  |                                  |                                    |
| 2019 | Johnny                                                                        | 1                  | 42                 | 1                  | 2                  | - FRA: 433,656                   | - SNEP: 3× Platinum                |
| 2019 | Les vieilles canailles: L'album live (with Jacques Dutronc and Eddy Mitchell) | 1                  | 76                 | 1                  | 4                  | - FRA: 146,000+                  | - SNEP: Platinum                   |
| 2020 | Johnny 69                                                                     | 7                  | —                  | —                  | —                  |                                  |                                    |
| 2020 | Happy Birthday Live                                                           | 1                  | —                  | 4                  | 54                 |                                  |                                    |
| 2020 | Son rêve américain                                                            | 1                  | 113                | 1                  | 5                  |                                  |                                    |
| 2021 | L'histoire continue... Acte II                                                | 1                  | 82                 | 1                  | 12                 |                                  |                                    |
| 2021 | Mon nom est Johnny                                                            | —                  | 187                | 5                  | 38                 |                                  |                                    |

### 33 rpm, 10" (1960–1964)
| Any  | Àlbum                                                  | Posicions de punta |
| Any  | Àlbum                                                  | FR                 |
| ---- | ------------------------------------------------------ | ------------------ |
| 1960 | Hello Johnny                                           | 58                 |
| 1961 | Johnny Hallyday et ses fans au festival de Rock'n'Roll | –                  |
| 1961 | Tête à tête avec Johnny Hallyday                       | 64                 |
| 1961 | Viens danser le twist                                  | 10                 |
| 1962 | Retiens la nuit                                        | 10                 |
| 1962 | Madison Twist                                          | 10                 |
| 1963 | L'Idole des jeunes                                     | 48                 |
| 1963 | Da dou ron ron                                         | 56                 |
| 1963 | D'où viens-tu Johnny?                                  | 43                 |
| 1964 | Les guitares jouent                                    | 80                 |
| 1964 | Le pénitencier                                         | 52                 |

### Directe
| Any  | Àlbum                                                             | Posicions en punta | Certificacions   |
| Any  | Àlbum                                                             | FR                 | Certificacions   |
| ---- | ----------------------------------------------------------------- | ------------------ | ---------------- |
| 1981 | Johnny Live 81 - Enregistrement Public                            |                    | - SNEP: Gold     |
| 1984 | Live Au Zénith                                                    |                    | - SNEP: Gold     |
| 2010 | Les Concerts Mythiques De L'Olympia - Juillet 2012 (Téle 7 Jours) |                    | - SNEP: Platinum |

### Inèdit en directe
- 2011: Johnny Hallyday 1960: À la Roche-Migennes (RDM Édition)
- 2011: Live à l'Olympia: 1965 / 1966 (Universal)
- 2012: Johnny Hallyday à l'Olympia (Vogue Olympia 1961)
- 2012: Live Grenoble 1968 (Universal)
- 2012: Live Olympia 1973 (Universal)
- 2012: Festival Mondial de Rock'n'Roll 1961

### Àlbums en altres idiomes
- 1976: In Italiano
- 1982: Black es noir

### Recopilacions
| Any  | Títol                                                                 | Posicions en punta | Posicions en punta | Vendes         | Certificacions   |
| Any  | Títol                                                                 | FR                 | BEL (Wa)           | Vendes         | Certificacions   |
| ---- | --------------------------------------------------------------------- | ------------------ | ------------------ | -------------- | ---------------- |
| 1970 | Dix ans de ma vie                                                     |                    |                    |                |                  |
| 1971 | Les 24 premiers succès                                                |                    |                    | - FRA: 150,000 |                  |
| 1972 | Story Vol 1 1961-1966                                                 |                    |                    | - FRA: 200,000 | - SNEP: Gold     |
| 1972 | Story Vol 2 1967-1973                                                 |                    |                    | - FRA: 150,000 | - SNEP: Gold     |
| 1975 | Succès 2 Disques - Olympia 1962 et 1964                               |                    |                    | - FRA: 100,000 | - SNEP: Gold     |
| 1976 | Super Hits - Le pénitencier                                           |                    |                    | - FRA: 200,000 | - SNEP: Gold     |
| 1976 | Super Hits - Retiens la nuit                                          |                    |                    | - FRA: 200,000 |                  |
| 1976 | Le Disque d'Or Vol 4                                                  |                    |                    | - FRA: 100,000 |                  |
| 1976 | Le Double Disque d'Or                                                 |                    |                    | - FRA: 75,000  |                  |
| 1976 | 24 Super Succès                                                       |                    |                    | - FRA: 75,000  |                  |
| 1982 | Le Cube (Box set, 40 33rpm discs)                                     |                    |                    |                |                  |
| 1982 | (premières chansons) Version 82                                       | 3                  |                    |                |                  |
| 1990 | Nashville session 62                                                  |                    |                    |                |                  |
| 1993 | Collection Hallyday (Box set, 40 discs)                               |                    |                    |                |                  |
| 1995 | Master Série - Vol. 1 (Aimer Vivre)                                   |                    |                    |                | - SNEP: Platinum |
| 1996 | Paroles D'Hommes 'Rock 'N' Roll + Gang                                |                    |                    |                | - SNEP: Platinum |
| 1998 | Master Série - Vol. 2 '(retiens La Nuit)                              |                    |                    |                | - SNEP: 2× Gold  |
| 1999 | Ballades                                                              |                    |                    |                | - SNEP: Platinum |
| 1999 | Master Série - Vol. 1 & 2                                             |                    |                    |                | - SNEP: Gold     |
| 2003 | Les 100 plus belles chansons                                          | 3                  | 4                  |                | - SNEP: Gold     |
| 2006 | Les 100 plus belles chansons Vol.2                                    | 3                  | 4                  |                | - SNEP: Gold     |
| 2007 | Go, Johnny, Go                                                        |                    |                    |                |                  |
| 2009 | Faces à faces                                                         |                    |                    |                |                  |
| 2010 | Le roi de France 1966-1969                                            |                    |                    |                |                  |
| 2010 | Best of 70e anniversaire                                              | 8                  | 8                  |                |                  |
| 2011 | La Collection Officiella: No1 Rock 'N' Roll Attitude                  |                    |                    |                | - SNEP: Platinum |
| 2011 | La Collection Officielle: No2 Derriere L'amour                        |                    |                    |                | - SNEP: Gold     |
| 2011 | 50 standards                                                          | 26                 | 29                 |                |                  |
| 2012 | History                                                               | 69                 |                    |                |                  |
| 2012 | Hit box                                                               | 188                |                    |                |                  |
| 2014 | Salut les copains - Vol. 1 / 1960-1965                                | 182                |                    |                |                  |
| 2014 | Salut les copains - Vol. 2 / 1966-1969                                | 197                |                    |                |                  |
| 2014 | Double Best Of                                                        | 178                |                    |                |                  |
| 2014 | Johnny History - Rhythm'n'Blues                                       | 151                |                    |                |                  |
| 2014 | Les Vieilles Canailles (joint with Jacques Dutronc and Eddy Mitchell) | 9                  | 21                 |                |                  |
| 2014 | 2007-2012 Albums Studio Warner                                        | 138                |                    |                |                  |
| 2014 | Les 100 Plus Belles Chansons                                          | 157                |                    |                |                  |
| 2015 | Johnny chante en Italien et Espagnol                                  | 133                |                    |                |                  |
| 2021 | Les raretés Warner                                                    |                    | 9                  |                |                  |

## Filmografia
- 1962: Les Parisiennes de Michel Boisrond: Jean Allard[75]
- 1963: D'où viens-tu Johnny ? de Noël Howard: Johnny[75]
- 1967: À tout casser de John Berry: Frankie[75]
- 1969: Gli specialisti de Sergio Corbucci: Hud[75]
- 1970: Point de chute de Robert Hossein: Vlad
- 1972: L'aventura és l'aventura (L'aventure c'est l'aventure), de Claude Lelouch: ell mateix[75]
- 1980: Le jour se lève et les conneries commencent de Claude Mulot
- 1984: Détective de Jean-Luc Godard: Jim Fox Warner[76]
- 1985: Consell de família (Conseil de famille) de Costa-Gavras: el pare[75]
- 1987: Terminus de Pierre-William Glenn: Manchot[75]
- 1990: The Iron Triangle d'Eric Weston: Jacques (no estrenada als cinemes; edició a través de Canal +)[77]
- 1991: La Gamine d'Hervé Palud: Frank Matrix[75]
- 1999: Pourquoi pas moi ? de Stéphane Giusti: José
- 2000: Love Me de Laetitia Masson: Lennox[75]
- 2002: L'Homme du train de Patrice Leconte: Milan[75]
- 2003: Crime Spree de Brad Mirman: Marcel Burot[78]
- 2004: Els rius de color porpra 2: Els àngels de l'apocalipsi (Les Rivières pourpres 2 : Les Anges de l'apocalypse) d'Olivier Dahan: l'ermite borgne[79]
- 2005: Quartier VIP de Laurent Firode: Alex[75]
- 2006: Jean-Philippe de Laurent Tuel: Jean-Philippe Smet[75]
- 2009: The Pink Panther 2 de Harald Zwart: Laurence Millikin[75]
- 2009: Fuk sau de Johnnie To: Francis Costello
- 2014: Salaud, on t'aime de Claude Lelouch: Jacques Kaminsky[80]
- 2017: Rock'n Roll de Guillaume Canet: ell mateix[81]
- 2017: Chacun sa vie de Claude Lelouch: Johnny[82]